# イヴァン・ジェナティー
イヴァン・ジェナティー（チェコ語: Ivan Ženatý, 1962年 - ）はチェコのヴァイオリニスト。

## 経歴
プラハ音楽院でノラ・グルムリーコヴァーにヴァイオリンを師事し、在学中にチェコ・フィルハーモニー管弦楽団と共演して楽壇デビューを飾った。1982年にチャイコフスキー国際コンクールに参加し、ファイナリストになった。さらに5年後のプラハの春国際音楽コンクールで優勝を果たし、1989年にユネスコから世界的に活躍する若手音楽家として表彰されている。1988年からヨゼフ・スークに個人的に指導を受けたほか、チューリッヒやヴァイマルでのマスター・クラスに参加し、アンドレ・ジェルトレルやイゴール・ベズロドニーらの薫陶を受けている。1990年にはベルリンで開催されたルッジェーロ・リッチ国際マスター・クラスで最優秀賞に選ばれ、ベルリン・フィルハーモニー管弦楽団との共演も果たした。
演奏家としての活動のほかに、1996年からはドレスデン国立音楽大学教授に就任し、後進の指導にあたっている。